# Kurt Liese
Kurt Liese, nemški general, * 6. maj 1882, † 15. december 1945.